# George Walter
George Herbert Walter (Saint John, 8 de septiembre de 1928 - ibídem, 4 de marzo de 2008) fue un sindicalista y político antiguano que ejerció como premier de Antigua y Barbuda, entonces un «Estado Libre Asociado» con el Reino Unido, entre 1971 y 1976. Asimismo, fue miembro de la Cámara de Representantes de Antigua y Barbuda en representación de la circunscripción de All Saints entre 1971 y 1979. Fundador y líder político del Movimiento Laborista Progresista, Walter encabezó el primer gobierno ajeno al Partido Laborista de Antigua en la historia de su nación.
Nacido en una familia de pescadores de clase media en la colonia británica de Antigua, Walter trabajó como pescador profesional y fundó el sindicato destinado a defender mejores condiciones laborales y salariales para su oficio. Se adhirió al ATLU, sindicato nacional de Antigua. Cuando Vere Cornwall Bird, Secretario General del ATLU y líder del Partido Laborista de Antigua (partido hegemónico de la isla) se retiró para asumir como primer jefe de gobierno electo de la colonia, Walter lo sucedió al frente del sindicato. Bajo el liderazgo de Walter, el ATLU se expandió considerablemente hasta abarcar todos los sectores de la economía antiguana, incluido el turismo y la banca. A finales de la década, Walter entró en conflicto con el gobierno de Bird, al que acusó de poner los intereses de inversionistas extranjeros en la industria turística por encima de los derechos laborales de la población. El enfrentamiento resultó en la destitución y expulsión de Walter de la ATLU en 1967 y en un cisma en el poderoso movimiento sindical del archipiélago, que resultó en la fundación de la Unión de Trabajadores de Antigua o AWU, que encabezó una serie de huelgas y protestas contra el gobierno de Bird. Poco después, Walter llegó a un acuerdo con la oposición política, entonces dominada por los terratenientes blancos al mando de Robert Hall, para crear el Movimiento Laborista Progresista, primer partido de oposición competitivo en el país.
Walter lideró al PLM a las elecciones de 1971, logrando un rotundo triunfo sobre los laboristas y asumiendo como jefe de gobierno o premier el 14 de febrero de 1971, lo que implicó la primera derrota del ALP y el primer cambio de gobierno por medios democráticos en la historia de Antigua y Barbuda. El gobierno de Walter sancionó la Ley de Seguridad Social, el Código Laboral (que sería replicado en varios otros territorios del Caribe anglófono) y la Ley de Representación del Pueblo, ley electoral aún vigente en el país. Fundó del Banco de Desarrollo de Antigua y Barbuda y buscó la diversificación de la agricultura por encima de la caña de azúcar, aunque en general mantuvo las políticas orientadas a la inversión hotelera iniciadas por Bird. El período de gobierno del PLM coincidió con la crisis del petróleo de 1973, que provocó severos trastornos en la economía antiguana y deterioró las condiciones de vida de los antiguanos. Walter presidió un período de profunda polarización bipartidista en la política antiguana, lo que llevó a enfrentamientos constantes entre partidarios violentos del PLM y el ALP, así como el accionar de la organización terrorista AFF que realizó varios atentados con bomba no letales entre 1971 y 1973. Simultáneamente, conflictos internos en la coalición que condujo a la creación del PLM y acusaciones de liderazgo autocrático contra Walter minaron su posición dentro de su propio partido. En las elecciones de 1976, el ALP recuperó la mayoría absoluta y el PLM resultó derrotado a pesar de haber sido, por estrecho margen, el partido más votado. Walter fue sucedido por Bird al día siguiente.
Tras su derrota, Walter asumió como líder de la Oposición en la Cámara de Representantes, denunciando la deriva autoritaria posterior en el gobierno de Bird. Bird acusó a Walter de corrupción e inició varios procesos judiciales contra él y otros funcionarios del período de gobierno del PLM, muchos de los cuales fueron criticados como políticamente motivados. Acusado de vender metal ilegalmente al gobierno de Antigua incurriendo en un conflicto de interés, Walter fue declarado culpable el 21 de febrero de 1979, lo que lo suspendió como parlamentario y líder de la Oposición, además de inhabilitarlo políticamente. Walter apeló la sentencia ante la Corte de Apelaciones y esta falló a su favor dos días después de las elecciones de 1980, lo que impidió que pudiera ser candidato y retener su escaño. En una redistribución de distritos impulsada por el régimen de Bird, su circunscripción fue abolida en lo que se denunció como un intento de debilitar a la oposición. Walter abandonó el PLM tras un conflicto de liderazgo con Hall y fundó el Movimiento Popular Unido, que lideró a las elecciones de 1984, sufriendo una estrepitosa derrota y no obteniendo ningún escaño. Walter abandonó la política después de este fracaso y se dedicó a la actividad ganadera hasta su muerte en 2008, a la edad de 79 años. Fue declarado héore nacional de forma póstuma por el gobierno de Baldwin Spencer.